# Greta Scacchi
Greta Scacchi (Milán, Italia; 18 de febrero de 1960) es una actriz italo-australiana.

## Biografía
Greta Scacchi nació en Milán, Italia, hija del pintor y marchante de arte italiano Luca Scacchi - llamado "Gracco" por su amigo Pablo Picasso, apodo que se ha incorporado muchas veces a su nombre - y de la bailarina y curadora inglesa, Pamela Risbey. Desde Italia se trasladó primero a Inglaterra y después a Australia junto a su madre y sus hermanos.
En 1977, regresa al Reino Unido para dar comienzo a su carrera artística. Estudia en la escuela de teatro Bristol Old Vic, con Miranda Richardson y Amanda Redman. En 1982 hace su debut cinematográfico en la película alemana Das Zweite Gesicht (The Second Face), a la que siguen importantes papeles en filmes como The Ebony Tower (1984), Good morning, Babilonia (1987), Presunto inocente (1990), The Player (1992) o Country Life (1994).
Más adelante, interviene en Cotton Mary, El violín rojo y Punto de mira (One of the Hollywood Ten), y encarna a Margaret Thatcher en una serie para la BBC. Ha sido dirigida por Michael Radford, Robert Altman y los hermanos Taviani entre otros.
Greta Scacchi posee también una amplia carrera teatral, habiendo trabajado con la Sydney Theatre Company (La señorita Julia) o el West End londinense (Tío Vania, The Deep Blue Sea, 2008).
En 1996, recibe el Premio Emmy por su papel en la miniserie televisiva Rasputín, siendo también candidata a los Globos de Oro. Ese mismo año es miembro del Jurado del Festival de Cine de Cannes. Pese a su presencia intermitente en Hollywood, continúa sumándose a proyectos internacionales, a menudo vinculados al cine de autor, que no siempre tienen la máxima repercusión.

## Filmografía

### Cine y televisión
- Bergerac; temporada 1, episodio 10: "The Hood and the Harlequin"; BBC (1981)
- Das Zweite Gesicht (1982)
- Dead on Time (1983)
- Calor y polvo (1983)
- The Ebony Tower (1984)
- Camille (1984) TV
- Waterfront (1984) TV
- Defence of the Realm (1985)
- Burke & Wills (1985)
- Dr. Fischer of Geneva (1985) TV
- The Coca-Cola Kid (1985)
- Carve You In Marble (August 1986)
- White Mischief (1987)
- Good morning, Babilonia (1987)
- A Man in Love (Un homme amoureux) (1987)
- The Moon Woman (1988)
- Love and Fear (1988)
- Three Sisters (1988)
- Presumed Innocent (1990)
- Shattered (1991)
- Fires Within (1991)
- Salt on Our Skin (1992)
- The Player (1992)
- Turtle Beach (1992)
- Country Life (1994)
- The Browning Version (1994)
- Jefferson in Paris (1995)
- Emma (1996)
- Cosi (1996)
- Rasputín (1996); miniserie de TV
- La Odisea (1997); película para televisión
- The Serpent's Kiss (1997)
- Love and Rage (1998)
- El violín rojo (1998)
- Macbeth (1998) TV
- Ladies Room (1999)
- Cotton Mary (1999)
- Tom's Midnight Garden (1999)
- The Manor (1999)
- Looking for Alibrandi (1999)
- One of the Hollywood Ten (2000)
- Christmas Glory 2000 (2000) TV
- Punto de mira (2000)
- The Farm (2001) TV
- Festival in Cannes (2001)
- Jeffrey Archer: The Truth (2002) TV
- Daniel Deronda (2002) TV
- The Buzz of the Flies (2003)
- Baltic Storm (2003)
- Beyond the Sea (2004)
- Under False Name (2004)
- Flightplan (2005)
- Broken Trail (2006)
- Marple: By the Pricking of my Thumbs (2006)
- The Book of Revelation (2006)
- Hidden Love (2007)
- Brideshead Revisited (2008)
- Shoot on Sight (2008)
- Miss Austen Regrets (2008)
- The Trojan Horse (2008) TV
- Vivir para siempre (2010)
- Hindenburg (2011) TV
- Agatha Christie's Poirot (2013)
- The Falling (2014)
- A.D. The Bible Continues (2015)
- North v South (2016)
- War & Peace (2016)
- Operation Finale (2018)

## Premios y nominaciones
| Año  | Premio                                  | Categoría | Trabajo nominado      | Resultado |
| ---- | --------------------------------------- | --- | --------------------- | --------- |
| 1985 | Logie Awards                            | Best Lead Actress                                                                                                  | Waterfront            | Ganadora  |
| 1996 | CableACE Awards                         | Supporting Actress in a Movie or Miniseries                                                                        | Rasputín              | Nominada  |
| 1997 | Premio Globo de Oro                     | Mejor actriz de reparto de serie, miniserie o telefilme                                                            | Rasputín              | Nominada  |
| 1997 | Premios Primetime Emmy                  | Mejor actriz de reparto - Miniserie o telefilme                                                                    | Rasputín              | Ganadora  |
| 1997 | Satellite Awards                        | Best Performance by an Actress in a Supporting Role in a Series, Mini-Series or Motion Picture Made for Television | Rasputín              | Nominada  |
| 1998 | Satellite Awards                        | Best Performance by an Actress in a Mini-Series or Motion Picture Made for Television                              | The Odyssey           | Nominada  |
| 2000 | Australian Film Institute               | Best Performance by an an Actress in a Supporting Role                                                             | Looking for Alibrandi | Ganadora  |
| 2001 | Australian Film Institute               | Best Actress in a Telefeature or Mini-Series                                                                       | The Farm              | Nominada  |
| 2001 | Film Critics Circle of Australia Awards | Best Supporting Actor - Female                                                                                     | Looking for Alibrandi | Ganadora  |
| 2002 | Taormina International Film Festival    | Taormina Arte Award                                                                                                |                       | Ganadora  |
| 2007 | Online Film & Television Association    | Best Supporting Actress in a Motion Picture or Miniseries                                                          | Broken Trail          | Nominada  |
| 2007 | Screen Actors Guild Awards              | Mejor actriz de televisión - Miniserie o telefilme                                                                 | Broken Trail          | Nominada  |
| 2008 | Premios Primetime Emmy                  | Mejor actriz de reparto - Miniserie o telefilme                                                                    | Broken Trail          | Nominada  |